# Tatăl meu, actorul
Tatăl meu, actorul (titlul original: în germană Mein Vater, der Schauspieler) este un film dramatic vest-germanan, realizat în 1956 de regizorul Robert Siodmak, după povestirea lui Hans Grimm, protagoniști fiind actorii O. W. Fischer, Oliver Grimm, Hilde Krahl, Erica Beer.

## Conținut
Celebra actriță Christine se căsătorește cu tânărul ei coleg Wolfgang, iar cei doi devin un cuplu fericit, cu un fiu adorabil, Michael. Dar Christine, încetul cu încetul nu mai are oferte de rol, iar Wolfgang are din ce în ce mai mult succes cu o nouă parteneră de scenă. Din gelozie, Christine începe să îl urmărească, să provoace scandal și îndoieli lui Wolfgang, ceea ce privește paternitatea fiul său. După o astfel de ceartă, ea moare într-un accident de mașină și Wolfgang își pierde echilibrul psihic. Începe să bea, rămâne fără slujba și îl trimite pe fiul său într-un cămin. Dar Michael este atașat de tatăl său și ajunge acasă la timp pentru a-l salva de la sinucidere.

## Distribuție
- O. W. Fischer – Wolfgang Ohlsen
- Oliver Grimm – Michael Ohlsen, fiul său
- Hilde Krahl – Christine Behrendt
- Erica Beer – Olympia Renée
- Peter Capell – Robert Fleming
- Susanne von Almassy – Gerda Eissler
- Hilde Körber – sufleorul la teatru
- Evi Kent – Naive
- Siegfried Lowitz –  agentul Ruehl
- Manfred Inger – regizorul Le Beq
- Helmuth Rudolph – Helmer
- Erich Fiedler – Faber
- Lori Leux – Mady
- Siegfried Schürenberg – intendentul
- Hermine Sterler – doamna doctor Mahlke
- Ralf Wolter – un client al localului
- Anneliese Würtz – doamna Sedelmaier
- Erich Dunskus – un client
- Arno Paulsen – domnul Behmer
- Heinz Holl – inspectorul de la teatru
- Else Bötticher – garderobiera